# Симон из Кирене
Симон Киринејски је човек који се помиње у Јеванђељу, који је носио крст Исуса Христа на његовом путу за Голготу.
Симон Киренејски се помиње на више места у Новом завету:
Јеванђелист Матеј: „Када су излазили, срели су једног Киренејца по имену Симон; овај је био приморан да носи крст Његов“ (Матеј 27:32);
Јеванђелист Марко: „И натераше неког Симона Киренејца, оца Александра и Руфа, који је туда пролазио, долазећи с поља, да носи крст Његов“ (Мк. 15, 21);
Јеванђелист Лука: „И кад Га одведоше, ухватише једног Симона Киренејца који је долазио с поља, и метнуше на њега крст да га носи за Исусом“ (Лука 23:26).
На основу изостанка помена Симона код Јована Богослова, Августин Блажени пише: „пре него што је узашао на Голготу, сам Исус је носио свој крст; Симон је, како се присећају претходна тројица (јеванђелиста), био принуђен да то учини на путу, приликом подизања (крста) на (чеоно) место“.
Свето Писмо не садржи никакве друге податке о Симону. Верује се да је припадао јеврејској заједници либијског града Кирене и да је дошао у Јерусалим на Пасху као и остали Јевреји који живе у расејању. Изнета је верзија да је он могао да буде следбеник Исуса Христа, јер, према Јохану Бенгелу, „ни Јеврејин ни Римљанин не би хтели да поднесу тежину крста“.
По Јеванђељу по Марку имао је два сина (Мк. 15,21) Александра и Руфа. Додатне информације о Симону налазе се у Светом Предању. Према њему, он и његова породица су се касније преселили у Рим и тамо уживали посебно поштовање међу римским хришћанима и његовим синовима:
Руф - био је апостол седамдесеторице у Теби
Александар - био мученик, пострадао у Картагини.